# Магнолия
Магно́лия (лат. Magnolia) — род цветковых растений семейства Магнолиевые (Magnoliaceae), содержащий около 240 видов.

## Название и синонимы
Род назвал Шарль Плюмье в честь французского ботаника Пьера Маньоля в 1703 году. Позже это название использовал Карл Линней в своём издании Species plantarum (1753). В русском языке сначала использовалось название «Маньолия», которое затем трансформировалось в современное звучание.
В синонимику рода входят следующие названия:
- Alcimandra Dandy
- Aromadendron Blume
- Blumia Nees ex Blume
- Buergeria Siebold & Zucc.
- Champaca Adans.
- Dugandiodendron Lozano
- Elmerrillia Dandy
- Guillimia Rchb.
- Gwillimia Rottler ex DC.
- Houpoea N.H.Xia & C.Y.Wu
- Kmeria Dandy
- Kobus Kaempf. ex Salisb.
- Lassonia Buc'hoz
- Lirianthe Spach
- Liriopsis Spach
- Manglietia Blume
- Manglietiastrum Y.W.Law
- Metamagnolia Sima & S.G.Lu
- Michelia L. — Михелия
- Micheliopsis H.Keng
- Oyama (Nakai) N.H.Xia & C.Y.Wu
- Pachylarnax Dandy
- Parakmeria Hu & W.C.Cheng
- Paramagnolia Sima & S.G.Lu
- Paramanglietia Hu & W.C.Cheng
- Paramichelia Hu
- Sampacca Kuntze
- Santanderia Cespedes ex Triana & Planch.
- Sinomanglietia Z.X.Yu
- Sphenocarpus Wall.
- Svenhedinia Urb.
- Talauma A.Juss.
- Tsoongiodendron Chun
- Tulipastrum Spach
- Woonyoungia Y.W.Law
- Yulania Spach

## Распространение и экология

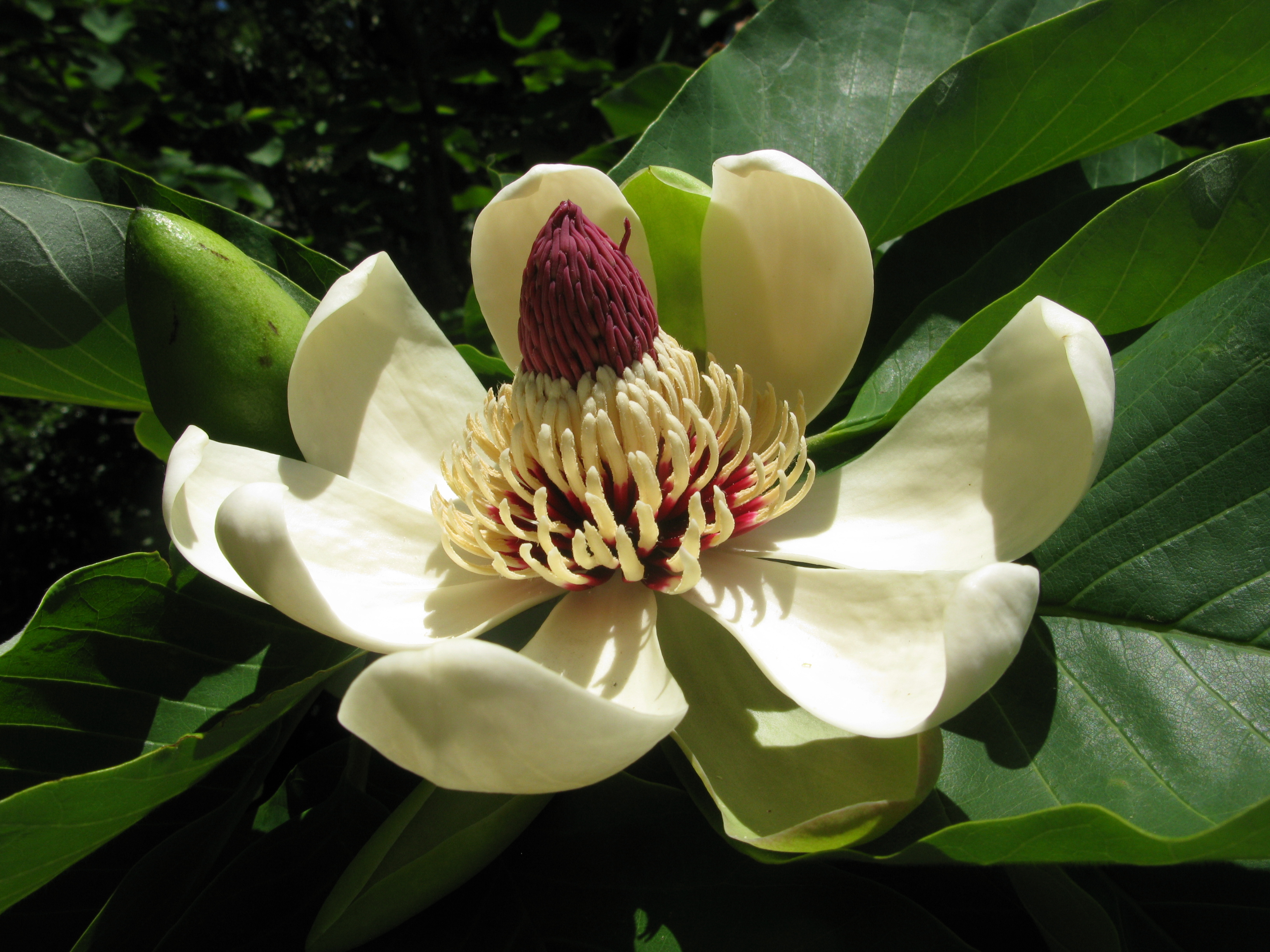
Магнолия обратнояйцевидная

Представители рода растут в Северной Америке и Восточной Азии (Китай, Корея, Япония). Во флоре России в диком виде встречается только магнолия обратнояйцевидная, на острове Кунашир. Самыми зимостойкими считаются два других вида: магнолия Зибольда и магнолия длиннозаострённая
Магнолии принадлежат к древним цветковым растениям — в меловом и третичном периодах они были широко распространены до современной Арктики. Род обособился в те времена, когда пчёл ещё не было, цветы этих растений приспособлены к опылению при помощи жуков: плодолистики достаточно жёсткие, чтобы избежать повреждения или поедания жуками. Ещё одним примитивным признаком у магнолий является отсутствие чётко выделяющихся чашелистиков и лепестков.
Найденным фоссилизированным экземплярам Magnolia acuminata около 20 млн лет, а другим обнаруженным растениям, несомненно принадлежащим к семейству магнолиевых, — около 95 млн лет. На территории России обнаружены следующие ископаемые виды:
- Magnolia capellinii Heer и Magnolia regalis Heer — найдены в меловых отложениях Сахалина;
- Magnolia inglefieldii Heer — в нижнетретичных или верхнемеловых отложениях бассейна Оби и в Приуралье;
- Magnolia nordenskioldii Heer? — в нижнетретичных отложениях Сахалина;
- Magnolia dianae Unger и Magnolia primigenia Unger — в олигоценовых отложениях в бассейне Волги и Дона;
- Magnolia paiivlensis Krassn. — в палеоценовых отложениях нижнего Дона.

Размножают магнолии посевом семян, прививкой и черенкованием. Семена следует немедленно после созревания сеять в грунт или стратифицировать в песке в прохладном помещении. Перед посевом семена перетирают с песком для удаления мясистой оболочки и промывают в воде. Весенний посев в марте-апреле в пикировочные ящики, которые помещают в оранжерее с температурой 15—18° С. После появления третьего листочка всходы пикируют на грядки питомника, где им дают обычный уход.

## Ботаническое описание
Вечнозелёные или листопадные деревья или кустарники. Кора пепельно-серая или коричневая, гладкая, чешуйчатая или бороздчатая. Побеги с крупными листовыми рубцами и узкими кольцеобразными рубцами от прилистников.
Почки крупные, узкоконические или веретеновидные, с 1 или 2 чешуями. Листья крупные, большей частью эллиптические или обратнояйцевидные, цельнокрайные, с перистым жилкованием; жилки второго порядка, не достигая края листа, анастомозируют. Прилистники охватывают молодой лист.
Цветки обоеполые, обычно очень крупные, ароматные, белые, кремовые или пурпурные, одиночные, конечные; околоцветник из трёхлистной чашечки и 6—9—12 лепестков, в черепитчато налегающих друг на друга, расположенных в 2, 3 или 4 кругах. Тычинки и пестики многочисленные, собранные на веретенообразном, удлинённом цветоложе. Пыльца однобороздная, что является признаком её примитивности, продолговатая.
Цветки многих видов адаптированы для опыления жуками, в частности, рыльца пестиков таких цветков способны к опылению уже в бутоне, а после раскрытия цветка теряют эту способность, жуки могут проникать в цветок до его раскрытия и участвовать в опылении.
Плод — шишкообразная сборная листовка, состоящая из большого количества 1—2-семянных листовок, открывающихся по спинному шву. Семена клиновидно-яйцевидные, треугольные, чёрные, с маленьким зародышем, погружённым в маслянистый эндосперм, и с мясистым красным или розовым присемянником, по раскрытии листовок свисающие на тонких семенных нитях.
| |  |  |  |
| Слева направо: листья (магнолия длиннозаострённая), цветок (магнолия звёздчатая), плод (магнолия крупноцветковая), семена (магнолия обратнояйцевидная). |  |  |  |

## Значение и применение

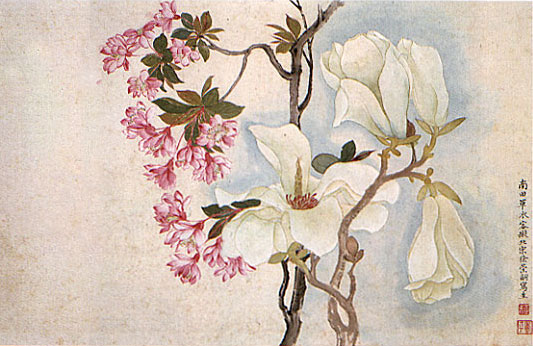
Цветущие магнолия и вишня.
Китайский художник Юнь Шоупин (1633—1690)

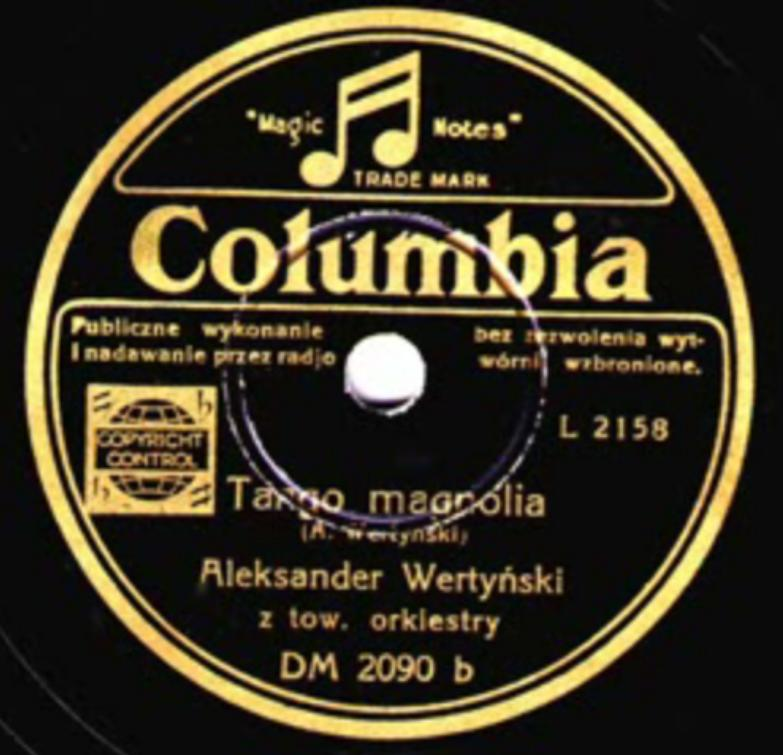
Пластинка Александра Вертинского «Танго Магнолия»

По красоте листьев, цветов и оригинальности плодов магнолии представляют в высокой степени декоративные деревья и кустарники, используемые одиночно, в группах и для аллей. В России часто используются для озеленения городов на черноморском побережье. Наиболее популярна магнолия Суланжа — выведенный во Франции культурный гибрид магнолий лилиецветной и обнажённой.

### В экономике
Древесина у некоторых видов — с разделением на ядро и заболонь. Ядро желтоватое или зеленоватое, иногда почти чёрное, заболонь беловатая. Слои прироста отчетливо или же плохо выражены. Лучи тонкие, видны на всех распилах. Древесина рассеянно-сосудистая. Древесная паренхима скудная, только терминальная. Лучи гетерогенные, реже более или менее гомогенные, от однорядных до пятирядных. Лесопромышленное значение магнолий невелико. В США древесина местных видов используется на изготовление мебели и на столярные изделия, тарные дощечки и так далее, довольно широко экспортируется в Европу. Древесина магнолии традиционно используется для изготовления ножен (Сая) и рукоятей (Цука) для японских мечей (Нихон-то).

### Образ магнолии в культуре
Из-за расположения основного ареала магнолий в тропическом и субтропическом поясах, а также из-за красоты листвы и цветков эти растения часто используются в произведениях искусства как символы, узнаваемые атрибуты южных стран. Особенно часто магнолию как символ тёплого юга можно встретить в русской культуре, ведь в крупнейшем российском городе-курорте Сочи магнолии составляют основу экзотической парковой растительности. Например, ещё в 1931 году Александр Вертинский, не бывавший до этого в Сингапуре, назвал свою песню об этом тропическом городе «Танго Магнолия». В 1970-х годах популярной была песня Александра Морозова «В краю магнолий», исполненная ансамблем «Ариэль».

### В астрономии
В честь магнолии назван астероид (1060) Магнолия, открытый в 1925 году немецким астрономом Карлом Рейнмутом в обсерватории Хайдельберг
Из древесины магнолии был сделан деревянный экспериментальный спутник LignoSat.

## Классификация

### Таксономия
Род Магнолия входит в подсемейство Магнолиевые (Magnolioideae) семейства Магнолиевые (Magnoliaceae) порядка Магнолиецветные (Magnoliales).
|  |                                     |  |                                                             |                                                             |                       |  | ещё 5 семейств (согласно Системе APG II) | ещё 5 семейств (согласно Системе APG II)               |                                                        |  |           |  | род Манглиетия | род Манглиетия |  |
|  |                                     |  |                                                             |                                                             |                       |  | ещё 5 семейств (согласно Системе APG II) | ещё 5 семейств (согласно Системе APG II)               |                                                        |  |           |  | род Манглиетия | род Манглиетия |  |
|  |                                     |  |                                                             | порядок Магнолиецветные                                     |                       |  |                                          |                                                        | подсемейство Магнолиевые                               |  |           |  |                |                |  |
|  |                                     |  |                                                             | порядок Магнолиецветные                                     |                       |  |                                          |                                                        | подсемейство Магнолиевые                               |  | 240 видов |  |                |                |  |
|  | класс Двудольные, или Магнолиопсиды |  |                                                             |                                                             | семейство Магнолиевые |  |                                          |                                                        | род Магнолия                                           |  |           |  |                |                |  |
|  | класс Двудольные, или Магнолиопсиды |  |                                                             |                                                             |                       |  |                                          |                                                        |                                                        |  |           |  |                |                |  |
|  |                                     |  | ещё 44 порядка цветковых растений (согласно Системе APG II) | ещё 44 порядка цветковых растений (согласно Системе APG II) |                       |  |                                          | подсемейство Liriodendroidae (согласно Системе APG II) | подсемейство Liriodendroidae (согласно Системе APG II) |  |           |  |                |                |  |
|  |                                     |  |                                                             | ещё 44 порядка цветковых растений (согласно Системе APG II) |                       |  |                                          |                                                        | подсемейство Liriodendroidae (согласно Системе APG II) |  |           |  |                |                |  |

### Виды

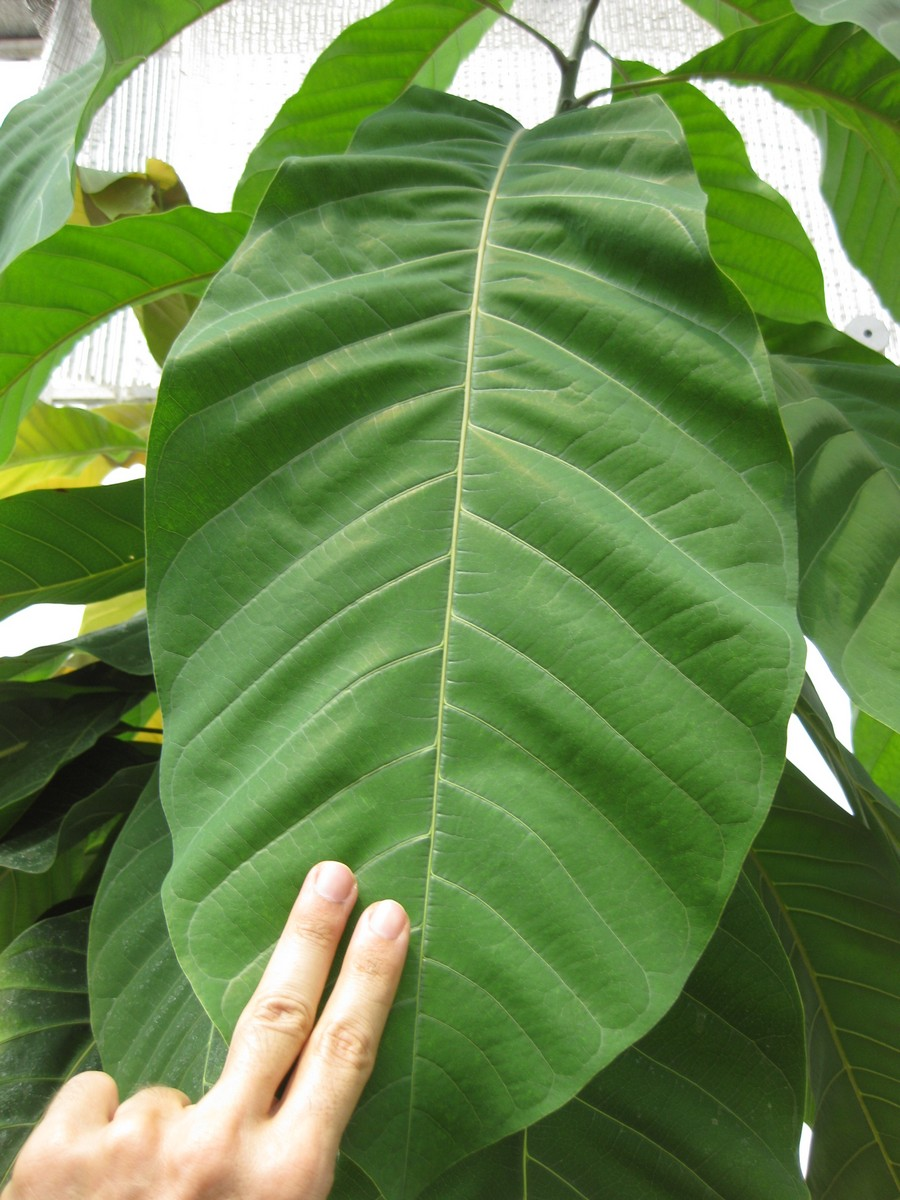

Согласно данным сайта Королевских ботанических садов Кью род включает 240 видов, некоторые из них с разделением на секции (в том числе наиболее перспективные для выращивания в России):
| Подрод Magnolia Секция Magnolia Magnolia grandiflora L. — Магнолия крупноцветковая Magnolia virginiana L. typus — Магнолия виргинская Секция Gwillimia Подсекция Gwillimia Magnolia coco ( Lour. ) DC. — Магнолия коко Magnolia delavayi Franch. — Магнолия Делавея Секция Rhytidospermum Подсекция Rhytidospermum Magnolia obovata Thunb. — Магнолия обратнояйцевидная Magnolia officinalis Rehd. & E.H.Wilson — Магнолия лекарственная Magnolia tripetala ( L. ) L. — Магнолия трёхлепестная Подсекция Oyama Magnolia sieboldii K.Koch — Магнолия Зибольда Magnolia wilsonii ( Finet & Gagnep. ) Rehder — Магнолия Вильсона Секция Auriculata Magnolia fraseri Walter — Магнолия Фразера Секция Macrophylla Magnolia macrophylla Michx. — Магнолия крупнолистная Подрод Yulania Секция Yulania Подсекция Yulania Magnolia amoena W.C.Cheng — Магнолия приятная Magnolia biondii Pamp. — Магнолия Бионди | - Magnolia campbellii Hook.f. & Thomson — Магнолия Кемпбелла - Magnolia cylindrica E.H.Wilson — Магнолия цилиндрическая - Magnolia dawsoniana Rehder & E.H.Wilson — Магнолия Доусона - Magnolia denudata Desr. — Магнолия голая, или Магнолия обнажённая - Magnolia kobus DC. — Магнолия кобус - Magnolia liliiflora Desr. — Магнолия лилиецветная - Magnolia salicifolia (Siebold & Zucc.) Maxim. — Магнолия иволистная - Magnolia sargentiana Rehder & E.H.Wilson — Магнолия Саржента - Magnolia sprengeri (L.) Pamp. — Магнолия Шпренгера - Magnolia stellata (Siebold & Zucc.) Maxim. — Магнолия звёздчатая - Magnolia zenii W.C.Cheng — Магнолия Цзена - Magnolia acuminata (L.) L. — Магнолия длиннозаострённая, или Магнолия огуречная - Magnolia ×loebneri Kache — Магнолия Лебнера - Magnolia ×kewensis Pearce — Магнолия кевенская, или Магнолия кьюсская - Magnolia ×proctoriana Rehder — Магнолия Проктора - Magnolia ×soulangeana Soul.-Bod. — Магнолия Суланжа - Magnolia ×thompsoniana de Vos — Магнолия Томпсона |